# Kernbeißerweber

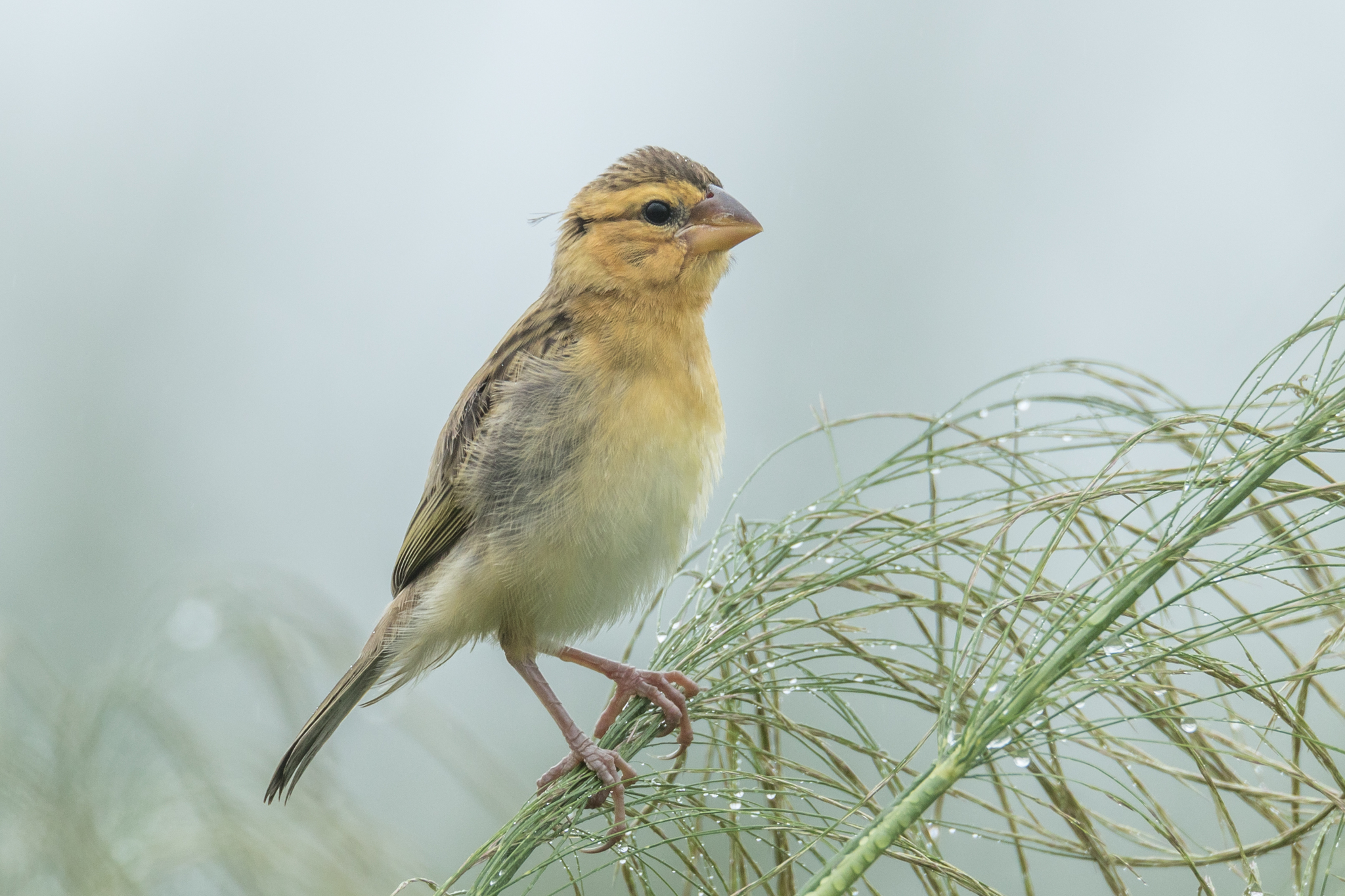
Weiblicher Kernbeißerweber (ssp. chryseus)

Der Kernbeißerweber (Ploceus hypoxanthus, Syn.: Loxia hypoxantha) zählt innerhalb der Familie der Webervögel (Ploceidae) zur Gattung der Ammerweber (Ploceus).
Der lateinische Artzusatz kommt von altgriechisch ὑπο hypo, deutsch ‚unter, unten‘ und altgriechisch ξανθός xanthos, deutsch ‚gelb‘.
Der Vogel kommt in Indonesien, Kambodscha, Laos, Myanmar, Singapur, Thailand und Vietnam vor.
Das Verbreitungsgebiet umfasst tropische oder subtropische feuchte oder überschwemmte Lebensräume, Sümpfen, auch Kulturland, stets in Gewässernähe.

## Merkmale
Die Art ist 15 cm groß und wiegt etwa 19 g. Es ist ein mittelgroßer Weber mit deutlichem Sexualdimorphismus. Das Männchen im Brutkleid ist goldgelb mit einer schwarzen Maske einschließlich Ohrdecken und Kehle. Schnabel und Iris sind schwarz. Deckflügel und Schwanz sind bräunlich mit kräftigen gelben und an den Spitzen zarten hellen Streifen. Die Beine sind rosafarben. Das Weibchen ist weniger leuchtend, mehr orange-gelb. Statt Maske hat es einen dunklen Augenstreif und einen breiten gelben Überaugenstreif. Der Schnabel ist grau.

## Geografische Variation
Es werden folgende Unterarten anerkannt:
- P. h. chryseus A. O. Hume, 1878 – Myanmar, Thailand, Laos, Kambodscha und Vietnam
- P. h. hypoxanthus (Sparrman, 1788), Nominatform – Sumatra und Java, als eingeführte Art auch in Singapur

## Stimme
Der Gesang des Männchens wird als schnatternd und rasselnd endend beschrieben.

## Lebensweise
Die Nahrung besteht hauptsächlich aus Grassamen, gerne Hirse und während der Fütterungszeit auch Insekten.
Die Brutzeit liegt im Juli in Myanmar, zwischen Juli und September in Thailand, im August in Laos und zwischen Januar und Juni in Java.
Kernbeißerweber sind anscheinend monogam und nur gelegentlich polygyn. Sie brüten in kleinen Kolonien. Das Nest wird vom Männchen gebaut und vom Weibchen fertig gestellt. Es hängt niedrig über Wasser oder Sumpfgebiet, oder deutlich höher in Büschen und Bäumen. Das Gelege besteht aus zwei Eiern, die vom Weibchen bebrütet werden.

## Gefährdungssituation
Der Bestand gilt als potentiell gefährdet (Near threatened).